# Natação no Campeonato Europeu de Esportes Aquáticos de 2018 - 100 m costas masculino
A prova dos 100 metros costas masculino da natação no Campeonato Europeu de Esportes Aquáticos de 2018 ocorreu nos dias 5 e 6 de agosto no Tollcross International Swimming Centre, em Glasgow no Reino Unido. 

## Calendário
| Fase          | Data        | Hora  |
| ------------- | ----------- | ----- |
| Eliminatórias | 5 de agosto | 09:56 |
| Semifinal     | 5 de agosto | 17:31 |
| Final         | 6 de agosto | 17:07 |

Todos os horários estão no horário local (UTC+0)

## Recordes
Antes desta competição, os recordes eram os seguintes:
|                       | Nadador         | Tempo | Local          | Data                 |
| --------------------- | --------------- | ----- | -------------- | -------------------- |
| Recorde mundial       | Ryan Murphy     | 51.85 | Rio de Janeiro | 13 de agosto de 2016 |
| Recorde europeu       | Camille Lacourt | 52.11 | Budapeste      | 10 de agosto de 2010 |
| Recorde do campeonato | Camille Lacourt | 52.11 | Budapeste      | 10 de agosto de 2010 |

## Medalhistas
| Ouro                     | Prata              | Bronze                   |
| Kliment Kolesnikov (RUS) | Evgeny Rylov (RUS) | Apostolos Christou (GRE) |

## Resultados

### Eliminatórias
Esses foram os resultados das eliminatórias. 
| Pos. | Bateria | Raia | Nadador              | Nacionalidade | Tempo   | Notas |
| ---- | ------- | ---- | -------------------- | ------------- | ------- | ----- |
| 1    | 6       | 4    | Evgeny Rylov         | Rússia        | 52.91   | Q     |
| 2    | 5       | 4    | Kliment Kolesnikov   | Rússia        | 53.01   | Q     |
| 3    | 4       | 4    | Grigoriy Tarasevich  | Rússia        | 53.34   |       |
| 4    | 5       | 2    | Simone Sabbioni      | Itália        | 53.95   | Q     |
| 5    | 6       | 5    | Robert Glință        | Roménia       | 54.01   | Q     |
| 6    | 5       | 5    | Apostolos Christou   | Grécia        | 54.40   | Q     |
| 7    | 6       | 7    | Jan-Philip Glania    | Alemanha      | 54.44   | Q     |
| 8    | 5       | 7    | Luke Greenbank       | Reino Unido   | 54.47   | Q     |
| 9    | 4       | 5    | Yakov Toumarkin      | Israel        | 54.57   | Q     |
| 10   | 4       | 1    | Conor Ferguson       | Irlanda       | 54.61   | Q     |
| 11   | 4       | 6    | Christian Diener     | Alemanha      | 54.63   | Q     |
| 12   | 5       | 9    | Tomáš Franta         | Chéquia       | 54.65   | Q     |
| 13   | 6       | 6    | Shane Ryan           | Irlanda       | 54.67   | Q     |
| 14   | 3       | 7    | Brodie Williams      | Reino Unido   | 54.83   | Q     |
| 15   | 5       | 6    | Richárd Bohus        | Hungria       | 54.85   | Q     |
| 16   | 4       | 3    | Thomas Ceccon        | Itália        | 54.89   | Q     |
| 16   | 4       | 8    | Nicholas Pyle        | Reino Unido   | 54.89   |       |
| 18   | 4       | 7    | Paul Bedel           | França        | 54.92   | Q     |
| 19   | 6       | 8    | Maxence Orange       | França        | 54.96   |       |
| 20   | 4       | 2    | Mikita Tsmyh         | Bielorrússia  | 55.00   |       |
| 21   | 3       | 5    | Bernhard Reitshammer | Áustria       | 55.06   |       |
| 22   | 6       | 2    | Radosław Kawęcki     | Polónia       | 55.07   |       |
| 23   | 3       | 9    | Ralf Tribuntsov      | Estónia       | 55.09   |       |
| 24   | 6       | 1    | Stanislas Huille     | França        | 55.11   |       |
| 25   | 5       | 1    | Nikolaos Sofianidis  | Grécia        | 55.26   |       |
| 25   | 6       | 0    | Gustav Höfkelt       | Suécia        | 55.26   |       |
| 27   | 5       | 3    | Kacper Stokowski     | Polónia       | 55.34   |       |
| 28   | 3       | 8    | Anton Lončar         | Croácia       | 55.39   |       |
| 29   | 2       | 4    | Markus Lie           | Noruega       | 55.52   |       |
| 30   | 4       | 0    | Thierry Bollin       | Suíça         | 55.53   |       |
| 31   | 1       | 6    | Karl Luht            | Estónia       | 55.60   |       |
| 31   | 4       | 9    | Jakub Skierka        | Polónia       | 55.60   |       |
| 33   | 3       | 3    | Gytis Stankevičius   | Lituânia      | 55.63   |       |
| 34   | 5       | 0    | Elliot Clogg         | Reino Unido   | 55.77   |       |
| 34   | 6       | 3    | Nikita Ulyanov       | Rússia        | 55.77   |       |
| 36   | 2       | 3    | Björn Seeliger       | Suécia        | 55.89   |       |
| 37   | 3       | 1    | Geoffroy Mathieu     | França        | 56.09   |       |
| 38   | 3       | 0    | Girts Feldbergs      | Letônia       | 56.12   |       |
| 39   | 2       | 8    | Ivan Gajšek          | Croácia       | 56.41   |       |
| 40   | 6       | 9    | Kamil Kaźmierczak    | Polónia       | 56.47   |       |
| 41   | 3       | 2    | Viktar Staselovich   | Bielorrússia  | 56.48   |       |
| 42   | 2       | 2    | Nikola Acin          | Sérvia        | 56.59   |       |
| 43   | 2       | 6    | Armin Lelle          | Estónia       | 56.64   |       |
| 44   | 3       | 4    | Jonatan Kopelev      | Israel        | 56.81   |       |
| 45   | 2       | 7    | Ege Başer            | Turquia       | 56.95   |       |
| 46   | 1       | 3    | Metin Aydın          | Turquia       | 57.19   |       |
| 46   | 2       | 0    | Berk Özkul           | Turquia       | 57.19   |       |
| 48   | 2       | 1    | Adam Černek          | Eslováquia    | 57.83   |       |
| 49   | 1       | 4    | Rasim Gör            | Turquia       | 57.90   |       |
| 50   | 2       | 5    | Andrei-Mircea Anghel | Roménia       | 59.14   |       |
| 51   | 2       | 9    | Thomas Wareing       | Malta         | 1:00.11 |       |
| 52   | 1       | 5    | Dren Ukimeraj        | Kosovo        | 1:04.62 |       |
| 53   | 5       | 8    | David Gamburg        | Israel        | DNS     | DNS   |

### Semifinal
Esses foram os resultados das semifinais. 
Semifinal 1
| Pos. | Raia | Nadador            | Nacionalidade | Tempo | Notas  |
| ---- | ---- | ------------------ | ------------- | ----- | ------ |
| 1    | 4    | Kliment Kolesnikov | Rússia        | 52.95 | Q, WJR |
| 2    | 5    | Robert Glință      | Roménia       | 53.63 | Q      |
| 3    | 2    | Christian Diener   | Alemanha      | 54.10 | Q      |
| 4    | 3    | Jan-Philip Glania  | Alemanha      | 54.24 | Q      |
| 5    | 1    | Richárd Bohus      | Hungria       | 54.58 |        |
| 6    | 6    | Yakov Toumarkin    | Israel        | 54.63 |        |
| 7    | 7    | Shane Ryan         | Irlanda       | 54.79 |        |
| 8    | 8    | Paul Bedel         | França        | 54.99 |        |

Semifinal 2
| Pos. | Raia | Nadador            | Nacionalidade | Tempo | Notas |
| ---- | ---- | ------------------ | ------------- | ----- | ----- |
| 1    | 4    | Evgeny Rylov       | Rússia        | 53.20 | Q     |
| 2    | 5    | Simone Sabbioni    | Itália        | 53.39 | Q     |
| 3    | 3    | Apostolos Christou | Grécia        | 53.90 | Q     |
| 4    | 8    | Thomas Ceccon      | Itália        | 54.24 | Q     |
| 5    | 2    | Conor Ferguson     | Irlanda       | 54.38 |       |
| 6    | 1    | Brodie Williams    | Reino Unido   | 54.60 |       |
| 7    | 7    | Tomáš Franta       | Chéquia       | 54.63 |       |
| 8    | 6    | Luke Greenbank     | Reino Unido   | 54.65 |       |

### Final
Esse foi o resultado da final. 
| Pos.              | Raia | Nadador            | Nacionalidade | Tempo | Notas |
| ----------------- | ---- | ------------------ | ------------- | ----- | ----- |
| Medalha de ouro   | 4    | Kliment Kolesnikov | Rússia        | 52.53 | WJR,  |
| Medalha de prata  | 5    | Evgeny Rylov       | Rússia        | 52.74 |       |
| Medalha de bronze | 2    | Apostolos Christou | Grécia        | 53.72 |       |
| 4                 | 6    | Robert Glință      | Roménia       | 53.81 |       |
| 5                 | 8    | Thomas Ceccon      | Itália        | 53.85 |       |
| 5                 | 3    | Simone Sabbioni    | Itália        | 53.85 |       |
| 7                 | 7    | Christian Diener   | Alemanha      | 53.92 |       |
| 8                 | 1    | Jan-Philip Glania  | Alemanha      | 54.35 |       |

Legenda
| Recorde mundial       | Recorde mundial (World record)               |                       | Recorde africano                      | Recorde africano (African) |                                           | Q | Classificado por posição (Qualified) |
| Recorde do campeonato | Recorde do campeonato (Championship record)  | Recorde da América    | Recorde da América (Americas)         | q                          | Classificado por melhor tempo (Qualified) |   |                                      |
| Melhor marca do ano   | Melhor marca do ano (World leading)          | Recorde asiático      | Recorde asiático (Asian)              | DNS                        | Não largou (Did not start)                |   |                                      |
| Recorde nacional      | Recorde nacional (National record)           | Recorde europeu       | Recorde europeu (European)            | DNF                        | Não terminou (Did not finish)             |   |                                      |
| Recorde pessoal       | Recorde pessoal do atleta (Personal best)    | Recorde da Oceania    | Recorde da Oceania (Oceania)          | DSQ / DQ                   | Desclassificado (Disqualified)            |   |                                      |
| Recorde da temporada  | Recorde da temporada do atleta (Season best) | Recorde sul-americano | Recorde sul-americano (South America) | NM                         | Sem marca (No mark)                       |   |                                      |